# Full Eclipse
Full Eclipse é um telefilme de terror de ficção científica estadunidense de 1993, coescrito por Richard Christian Matheson e Michael Reaves e dirigido por Anthony Hickox.
A história se passa em Los Angeles, onde o departamento de polícia montou uma equipe exclusiva de agentes que possuem a capacidade de se transformar em lobisomems .

## Sinopse
Bioquímico com intenções duvidosas usa esquadrão de policiais como cobaias. Através de um líquido especial, ele é capaz de dar características animalescas aos seus comandados, formando um grupo de supertiras mantidos através de uma estranha droga injetável que os transformam em criaturas animalescas quase imbatíveis, voltadas para combater o crime como uma espécie de grupo de extermínio. Max recusa-se a participar do grupo, mas, seduzido pela bela Casey Spencer, amante de Garou e também membro de seu grupo, se deixa drogar. Logo ocorrem mudanças em seu organismo e em seu comportamento, e, quando Max tentar voltar atrás, será tarde.

## Elenco
- Mario Van Peebles.... Max Dire
- Patsy Kensit.... Casey Spencer
- Bruce Payne.... Adam Garou
- Anthony John.... Denison as Jim Sheldon
- Jason Beghe.... Doug Crane
- Paula Marshall.... Liza
- John Verea.... Ramon Perez
- Dean Norris.... Fleming
- Willie C. Carpenter.... Ron Edmunds
- Victoria Rowell....Anna Dire
- Scott Paulin.... Teague
- Mel Winkler.... Stratton
- Joseph Culp.... Detetive Tom Davies